# イエンヴィエン駅
イエンヴィエン駅(ベトナム語：Ga Yên Viên / 𥩤安園?)はベトナムのハノイ市ザーラム県に位置するベトナム鉄道の駅である。隣駅のザーラム駅から三線軌条となっており、標準軌（1,435mm）およびメーターゲージ（1,000mm）の両方の列車が乗り入れる。
ゴクホイからハノイ駅を経由し当駅に至るまでの区間にハノイ都市鉄道1号線を建設する計画が存在する。
当駅からカイラン駅までファーライ（Phả Lại / 普賴）を経由する新線を建設し、ハノイ・ドンダン線の当駅からリム駅（Lim / 林）、ケプ・カイラン線のチーリン駅（Chí Linh / 至靈）からハロン駅（Hạ Long / 下龍）を改修し、さらに、ハロン駅から延伸し、カイラン駅を新設するプロジェクトが2009年より開始された。しかし2015年現在、当プロジェクトは中断している。

## 利用可能な路線
ベトナム鉄道公社
ハノイ・ラオカイ線
ハノイ・クアンチエウ線
ハノイ・ドンダン線

## 隣の駅
ベトナム鉄道公社
ハノイ・ラオカイ線 / ハノイ・クアンチエウ線
ザーラム駅 - イエンヴィエン駅 - コーロア駅
ハノイ・ドンダン線
ザーラム駅 - イエンヴィエン駅 - トゥーソン駅